# 特立尼達小鯷
特立尼達小鯷（学名：Anchoa trinitatis）為輻鰭魚綱鲱形目鳀科的其中一種，分布於中西大西洋區，包括千里達、委內瑞拉北部、哥倫比亞等海域，棲息深度1-2公尺，本魚體延長，吻長小於眼徑，體側具一條銀色條紋，臀鰭軟條23-27條，體長可達14公分，喜群游，棲息在沿海，以浮游生物為食，可作為食用魚。

## 擴展閱讀
維基物種上的相關：特立尼達小鯷